# 哈靈頓帕克 (新澤西州)
哈靈頓帕克（英語：Harrington Park）是位於美國新澤西州伯根縣的自治市鎮。

## 人口
根據2020年美國人口普查的數據，哈靈頓帕克的面積為5.38平方千米，當中陸地面積為4.78平方千米，而水域面積為0.56平方千米。當地共有人口4741人，而人口密度為每平方千米881人。